# Општина Бела Црква
Општина Бела Црква је једна од општина у Републици Србији. Налази се у АП Војводина и спада у Јужнобанатски округ. По подацима из 2004. општина заузима површину од 353 km² (од чега на пољопривредну површину отпада 27652 ha, а на шумску 2.730 ha). Центар општине је град Бела Црква. Општина Бела Црква се састоји од 14 насеља. Према подацима са последњег пописа 2022. године у општини је живело 14.451 становника (према попису из 2011. било је 17.367 становника). По подацима из 2004. природни прираштај је износио -5,2‰, а број запослених у општини износи 3237 људи. У општини се налази 13 основних и 4 средње школе.

## Службени језици
У општини Бела Црква, службени језици поред српског су још и мађарски, румунски и чешки језик. (Ово је уједно једина општина у Војводини и Србији у којој је чешки језик у службеној употреби.)

## Насељена места
Општину Бела Црква чини 14 насеља:
| - Банатска Паланка - Банатска Суботица - Бела Црква - Врачев Гај - Гребенац - Добричево - Дупљаја | - Јасеново - Кајтасово - Калуђерово - Крушчица - Кусић - Црвена Црква - Чешко Село |

## Етничка структура
| Етнички састав према попису из 2011.‍ | Етнички састав према попису из 2011.‍ | Етнички састав према попису из 2011.‍ | Етнички састав према попису из 2011.‍ | Етнички састав према попису из 2011.‍ |
| ------------------------------------ | ------------------------------------ | ------------------------------------ | ------------------------------------ | ------------------------------------ |
|                                      |                                      |                                      |                                      |                                      |
| Срби                                 | Срби                                 |                                      | 12.715                               | 73,21%                               |
| Румуни                               | Румуни                               |                                      | 842                                  | 4,85%                                |
| Роми                                 | Роми                                 |                                      | 791                                  | 4,55%                                |
| Мађари                               | Мађари                               |                                      | 425                                  | 2,44%                                |
| остали                               | остали                               |                                      | 1.111                                | 6,39%                                |
| Регионална припадност                | Регионална припадност                |                                      | 238                                  | 1,37%                                |
| неизјашњено                          | неизјашњено                          |                                      | 747                                  | 4,30%                                |
| непознато                            | непознато                            |                                      | 498                                  | 2,86%                                |
| укупно: 17.367                       |                                      |                                      |                                      |                                      |